# Chùa Nành

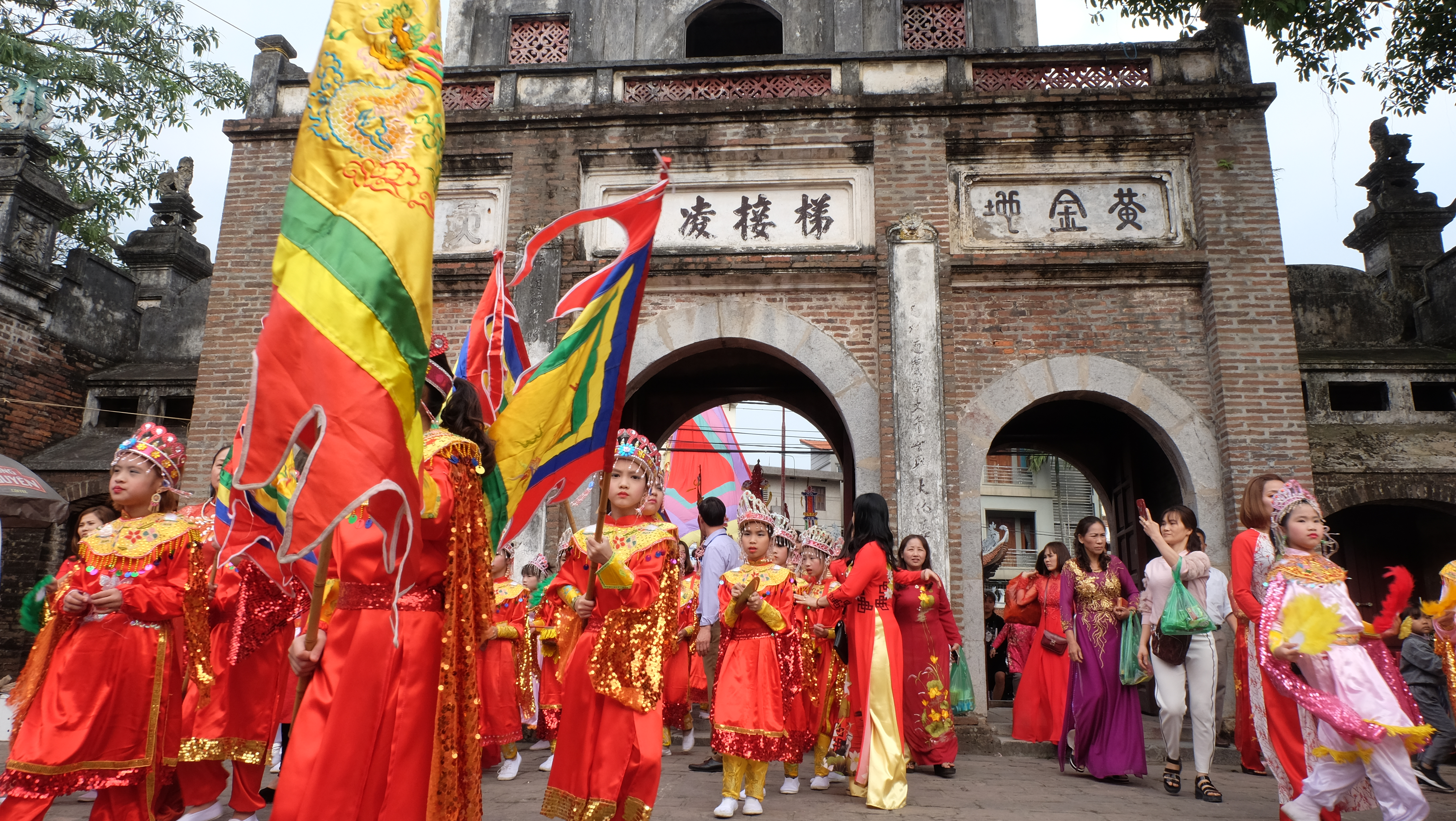

Chùa Nành còn có tên là chùa Pháp Vân hay tên dân dã là chùa Cả, thuộc làng Nành, xã Ninh Hiệp, huyện Gia Lâm, ngoại thành Hà Nội. Chùa Nành từng được mệnh danh là "Bắc Giang đệ nhất thiền môn". Chùa Nành thuộc hệ thống chùa thờ Tứ Pháp, có quy mô bậc nhất ở miền Bắc Việt Nam. Chùa được xây dựng vào thời nhà Lý. Quy mô của chùa khá lớn, bao gồm: thủy đình, tam quan, tiền đường, cầu, tam bảo, tả vu, hữu vu, nhà Tổ, điện Mẫu và khu phụ. Chùa hiện nay còn có nhiều di vật của thế kỷ 17, 18, như chuông đồng (1653), khánh đồng (1733), 3 tấm bia đá cùng nhiều pho tượng gỗ phủ sơn rất quý như bộ tượng Tam Thế Phật (tượng cao 0,8m, tòa sen và đế cao 0,7m), tượng Tuyết Sơn (cao 0,73m), tượng Bát bộ Kim Cang (cao 1,56m), tượng Thập Điện Minh Vương (cao 1,35m), tượng Thập bát La hán (cao 1,08m), tượng Bà Nành... Lễ hội của chùa được tổ chức từ mồng 4 đến mồng 6 tháng 2 (âm lịch) hằng năm. Chùa được xếp hạng di tích kiến trúc nghệ thuật cấp quốc gia của Việt Nam từ năm 1989.

## Lịch Sử, Nguồn Gốc
Khi Phật giáo mới du nhập vào Việt Nam, sư Khâu Đà La đi qua đất làng Nành và cư ngụ lại một thời gian. Ban ngày Ngài đi hóa đạo, cầm cây cờ thắng phan, ban đêm về ngủ ở tảng đá ở cây đa đầu làng, ở gò đất trong làng Ngài dựng một thảo am để thờ Phật, đây chính là tiền thân của ngôi chùa.
Tương truyền, chỗ thảo am là đầu chim Phượng Hoàng còn tảng đá sư ngủ là lưng của con chim. Sau này, ông Tu Định cư sĩ (cha của Man nương) đã đến đó Khâu Đà la về Luy Lâu ở kẻ Dâu.

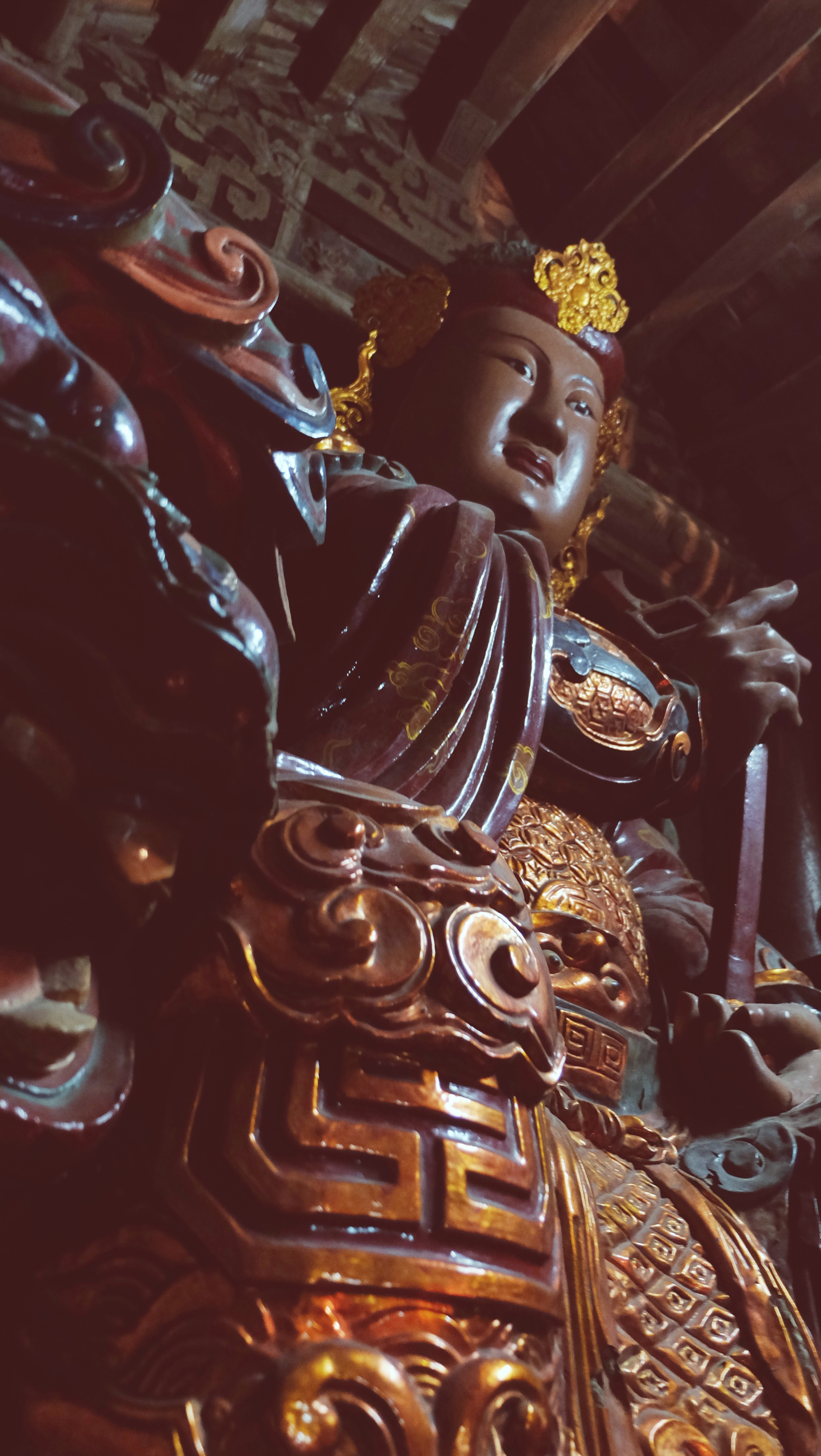

Chùa làng Nành ban đầu tên là Đại Thiền tự, đến thời Đinh Tiền Lê mới thờ thêm Pháp Vân và gọi là Pháp Vân tự, nguyên do như sau: khi đó, tượng Pháp Vân ở chùa Dâu trong thành Luy Lâu nổi tiếng linh thiêng nên được rước về Đại La để cầu phúc cho dân. Lúc rước trả về chùa Dâu thì Thạch Quang vương Phật ở chùa Dâu biến đâu mất. Ở chùa Nành mọi người nhìn thấy hào quang tỏa sáng trên cây mận vườn chùa, đến xem thì thấy Thạch Quang Vương Phật ở đó, liền đốn cây mận tạc thành tượng Pháp Vân để thờ cúng, từ đó rất là linh ứng.

## Tục nâng phan
Hội chùa Nành là hội lớn của vùng, có tục nâng Phan rất là độc đáo, Phan chính là lá Phướn quen thuộc ở các chùa, thường được treo trên cột, đỉnh cột có một con quạ ngậm đầu phướn.

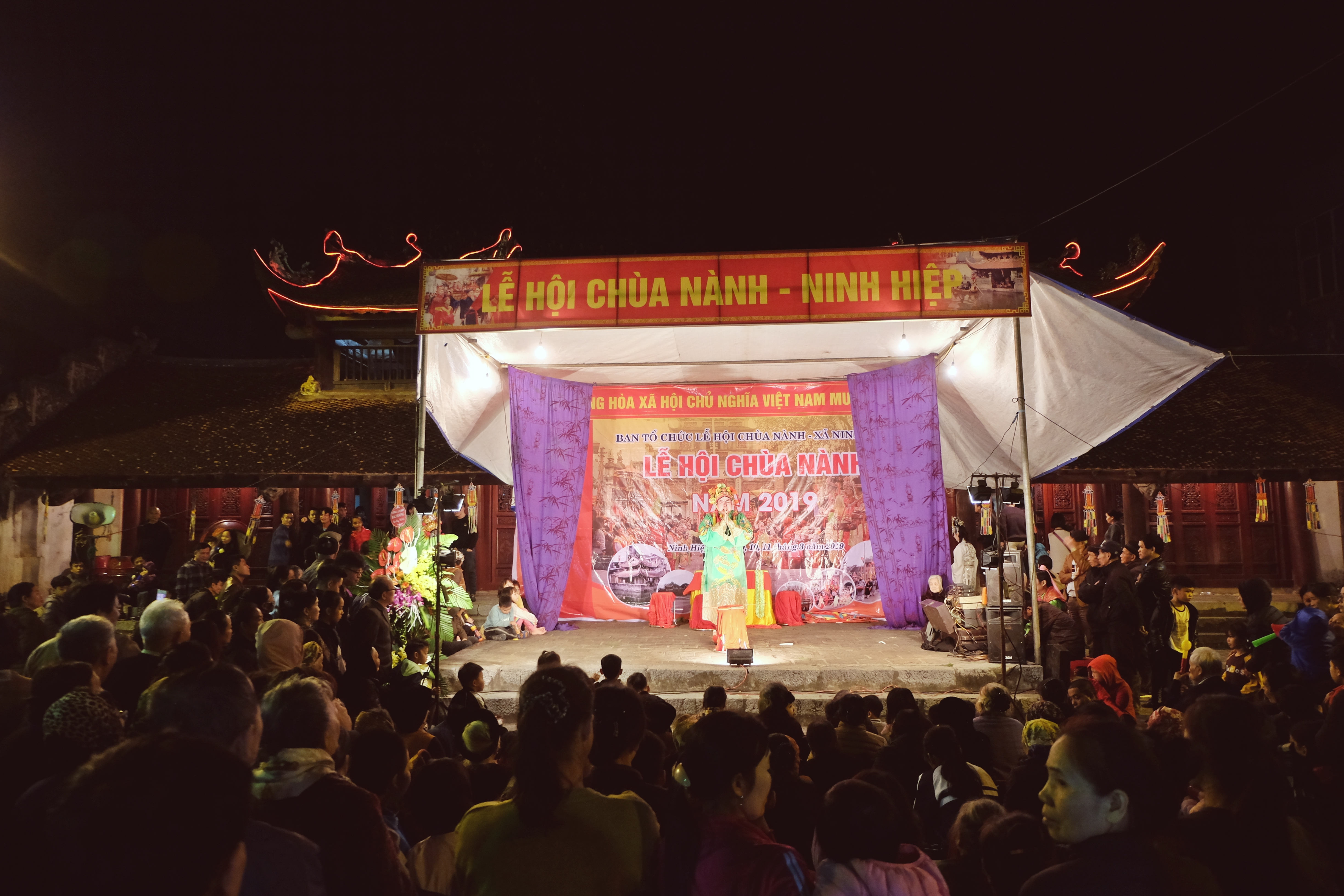
Hội chùa Nành diễn ra từ mùng 4 đến hết mùng 6 tháng Hai âm lịch hàng năm với nhiều hoạt động biểu diễn nghệ thuật đa dạng.

Điểm diễn ra lễ này là ở tảng đá sư Khâu Đà La ngủ, sau thành nơi linh thiêng gọi là Thạch Sàng.
" Có thầy ở tận Tây Thiên
Luyện tu đạo thiền là Khâu Đà La
Ngày đi truyền đạo gần xa
Tối nằm phiến đá gốc đa đầu làng
Dựng am thờ Phật trang nghiêm
Gò cao tên gọi Phượng Hoàng anh linh."
Hàng năm dân Nành mở hội Bàng Bạ ở Thạch sàng, rước Phật Pháp Vân ra đó làm lễ Đảo vũ để cầu mưa vào ngày 10/4 âm lịch, sau đó làm lễ nâng phan.
Cây cột treo Phan là "Bách trúc vi hợp chi cửu cấp " tức là ghép bởi 100 cây tre ngắn dài thu nhỏ dần dần chia thành 9 bậc, càng ở gốc được bó các nhiều cây trông giống như cái Tháp. Lá Phan dài bằng 2/3 thân cột. Hố phan sâu 1m, đáy hố là 1 phiến đá nhẵn.Cột phan được dựng nghiêng ở đó, khi chuẩn bị nâng phan họ mỗi người nâng mội gióng tre, nhấc cột phan lên, xoay 3 vòng thuận rồi 3 vòng nghịch, sau đó trồng cho cây phân đứng thẳng.
Khi hết hội, chủ lễ cho dỡ cây Phan, chia gốc tre cho dân mang về gác ở nhà để cầu Phúc.
Hình ảnh cây Phan Phật giáo ở đây có nét tương đồng với cây lúa và bông lúa.

## Lá Phan
Lá Phan hay lá Phướn trong Phật giáo có nhiều truyền thuyết về sự xuất hiện, nó là một loại cờ hay pháp khí dùng để trang nghiêm cảnh trí ở chùa chiền, đàn tràng, được chế tạo theo sự mô tả trong kinh điển. Các Bồ Tát cũng cầm các lá Phan này để cung rước Phật, cũng như tiếp dẫn các hương linh sau khi mất về các cảnh giới Tịnh Độ.
Lá Phan ở chùa Nành, Làng Nành cũng có một truyền thuyết riêng của làng.
Chuyện kể ngày xưa ở làng Nành có người đàn ông lái đò ở bờ sông Thiên Đức (Đuống), ông này chí có hai cái khố, 1 khố mới, 1 khố rách đang mặc. Một ngày dân làng kêu gọi quyên tiền ủng hộ chùa Pháp Vân (Nành), ông này có tâm nên muốn quyên chiếc khố mới. Dân cho là báng bổ, ông này chỉ biết giãi bày và chứng minh bằng cách mổ bụng moi ruột ra cho mọi người xem. Có con quạ bay đến cắp bộ lòng ông lái đò đem về cây đa đầu làng trên chỗ Thạch Sàng.
Sau đó mọi người hiểu chuyện nên làm lễ giải oan cho ông, hàng năm mở hội treo lá Phan (tượng trưng của cỗ lòng) để nhắc nhở về tấm lòng thanh tịnh chân thành khi hướng về Tam Bảo, nó vượt lên mọi hình tướng thế gian, ngay cả cái khố che nơi thân cũng có thể biến thành món lễ cúng dàng thanh tịnh, sự cúng dàng nằm ở nơi tâm.

## Các vị trụ trì
- Thánh tổ Thiền Sư Khâu Đà La, thế kỷ thứ 3 sau CN, một trong những vị đầu tiên mang đạo Phật truyền vào Việt Nam, người sơ khởi dựng chùa Nành.
- Sư Cụ Nguyễn Huệ Chung, thời Đinh tiền Lê, Lý, người đã cho vua Lý Thái tổ về đây cư ngụ.
- Sư Cụ Phạm Thông Hòa. khoảng năm 1923
- Hòa Thượng Thích Mật Trọng (1924 -2009) trụ trì giai đoạn 1958-2009
- Thượng tọa Thích Hạnh Tùy (hiện nay)

## Các Đợt trùng tu lớn
- Năm 1583, Thái hậu Mạc triều Trần Thị Trân và Phúc Thành công chúa đứng ra tu bổ
- Năm 1675, Phúc quận công Thạch Anh Hào đứng ra xây tòa bái đường.
- Năm 1733, Ninh quận công Nguyễn Thọ Tràng đứng ra xây dựng hậu cung, 2 nhà giải vũ,nhà động, tạc nhiều tượng Phật.
- Cuối thế kỷ 18, Chiêu Nghi Nguyễn Thị Huyền, vợ vua Lê Hiển Tông mang gác chuông, gác Khánh về dựng, xây thủy đình, thạch sàng.
- Năm 1923, Sư cụ Phạm Thông Hòa cho xây thêm cổng Ngũ môn.